# Spartan (film)
Spartan är en actionthriller från 2004, med Val Kilmer, Derek Luke och Tia Texada. Filmen är regisserad av David Mamet, som även skrev filmens manus.

## Rollista (urval)
- Tia Texada - Jackie Black
- Derek Luke - Curtis
- Val Kilmer - Scott
- Jeremie Campbell - Cadre Candidate
- Bob Jennings - Grace assistent
- Lionel Mark Smith - överste Blane
- Johnny Messner - Grace
- Aaron Stanford - Michael Blake
- William H. Macy - Stoddard